# Avamposto cinese
Avamposto cinese (Chain of Command) è un film statunitense del 1994 diretto da David Worth.

## Trama
Merrill Ross, ex agente della CIA, collabora in un'altra agenzia per conquistare il paese ricco di petrolio di Qumir, scopre di trovarsi nel mezzo di una situazione esplosiva. Il pericolo si nasconde dietro ogni angolo mentre Ross cerca di sventare un complotto per prendere il controllo di Qumir e dei suoi giacimenti petroliferi.